# Igła preparacyjna
Igła preparacyjna – drucik, zwykle zaostrzony, wykonany ze stali nierdzewnej,  osadzony w oprawce (często z możliwością jego wymiany). Może być zakrzywiony lub prosty, także spłaszczony lancetowato. 
Popularne narzędzie podręczne w laboratoriach biologicznych. Służy do manipulacji z materiałem biologicznym, podczas autopsji lub preparacji, a także do posiewów mikrobiologicznych, szczególnie wgłębnych. Używana do manipulacji próbką w mikroskopii elektronowej i sporządzania innych preparatów mikroskopowych.